# 310-й окремий інженерно-технічний батальйон (Україна)
310-й окремий інженерний батальйон (310 ОІТБ, в/ч А2300) — інженерний батальйон збройних сил України, що входить до складу 48-ї інженерної бригади, дислокується у селі Ольшаниця Рокитнянського району Київської області.
Брав участь у Російсько-українській війні.

## Історія
Станом на листопад 2016 року, 310-й батальйон понад два роки без ротацій виконував завдання у зоні бойових дій на Донеччині та Луганщині.

## Втрати
- Ковшар Дмитро Сергійович, солдат, 4 липня 2015
- Мельник Іван Іванович, cтарший сержант, 14 березня 2016
- Станков Віктор Васильович, солдат, 29 грудня 2017[1]